# Сирио (волейбольный клуб)
«Сирио» (Sirio) — итальянский женский волейбольный клуб из Перуджи. Функционировал в 1970—2011 годах.

## Достижения
- 3-кратный чемпион Италии — 2003, 2005, 2007;
  - 3-кратный серебряный призёр чемпионатов Италии — 1991, 1992, 2008.
  - двукратный бронзовый призёр чемпионатов Италии — 2000, 2002.
- 5-кратный обладатель Кубка Италии — 1992, 1999, 2003, 2005, 2007;
  - финалист Кубка Италии 1991.
- обладатель Суперкубка Италии 2007.
- обладатель Кубка Лиги 2006.
- двукратный победитель Лиги чемпионов ЕКВ — 2006, 2008;
  - серебряный призёр Лиги чемпионов 2004;
  - бронзовый призёр Лиги чемпионов 2009.
- победитель Кубка обладателей кубков ЕКВ 2000;
  - серебряный призёр Кубка обладателей кубков ЕКВ 1992;
  - бронзовый призёр Кубка обладателей кубков ЕКВ 1993.
- двукратный победитель Кубка Европейской конфедерации волейбола (ЕКВ) — 2005, 2007;
  - двукратный серебряный призёр Кубка ЕКВ — 2001, 2003.

## История
Женский волейбольный клуб со звёздным названием «Сирио» (Сириус) основан в 1970 году в Перудже (Италия) по инициативе Альдо Фалини, ставшего первым президентом клуба. До 1983 команда клуба играла в региональных лигах, а с 1983 — в серии В чемпионата Италии. В 1986 году клуб возглавил Карло Иаконе, при котором команда «Сирио» была значительно реорганизована, что привело к победе в серии В и выходу в серию А2. В сезоне 1987/1988 волейболистки из Перуджи заняли 3-е, а в 1988/1989 — 1-е место во втором по значимости дивизионе чемпионата Италии (серия А2) и в 1989 году дебютировали в серии А1 — среди сильнейших команд Италии. Уже в 1991 году «Сирио» добился первых успехов, выйдя в финалы Кубка и чемпионата Италии, хотя и уступил в обоих лидеру женского итальянского волейбола тех лет — команде «Олимпия Теодора» (Равенна). Через год волейболистки «Сирио» вновь играли в финалах обоих турниров и сумели выиграть Кубок. А вот в решающей серии чемпионата страны вновь проиграли, на этот раз «Пескопагано» из Матеры. Два сезона подряд команда из Перуджи принимала участие в розыгрышах Кубка обладателей кубков ЕКВ. В 1992 «Сирио» дошёл до финала, где уступил в пяти партиях германскому «Мюнстеру» — хозяину финала четырёх. Через год итальянки вновь дошли до финальной стадии розыгрыша, но уступили в полуфинале «Берлину», победив тем не менее в матче за «бронзу» французский «Рьом».
С 1992 года в связи с неустойчивой финансовой ситуацией в клубе результаты «Сирио» пошли на спад и в сезоне 1994/1995 команда из Перуджи замкнула турнирную таблицу чемпионата Италии, покинув серию А1. В 1993 у клуба появился новый спонсор — крупный торговый консорциум «Деспар», под именем которого («Деспар-Сирио» или просто «Деспар») в дальнейшем команда стала выступать во внутриитальянских соревнованиях. В 1995/1996 команда стала второй в серии А2 и вернулась в число сильнейших волейбольных коллективов страны.
Первые два сезона после возвращения в серию А1 волейболистки Перуджи держались скромно, а в 1999 во второй раз в своей истории стали обладателями Кубка Италии, переиграв в финале «Виртус» (Реджо-ди-Калабрия) 3:0. В чемпионате страны 1998/1999 «Деспар-Сирио» дошёл до полуфинала плей-офф, где уступил тому же «Виртусу». Такая же ситуация в первенстве повторилась и через год, но в этот раз команда из Перуджи стала бронзовым призёром чемпионата. Самыми яркими фигурами в составе команды периода 1998—2000 были выдающиеся кубинские волейболистки Регла Белл и Регла Торрес, выступавшие за Перуджу на протяжении двух сезонов. В 2000 году «Сирио» впервые вышел победителем в еврокубковом турнире, уверенно победив в финале Кубка обладателей кубков греческий «Панатинаикос» 3:0, а в 2001 выиграл «бронзу» Кубка ЕКВ.
Период с 2003 по 2009 годы стал самым успешным в истории клуба. За эти 6 лет «Сирио» окончательно выдвинулся в число сильнейших команд Италии и Европы, каждый год становясь победителем или призёром различных официальных соревнований.
В сезоне 2002/2003 «Сирио» в третий раз выиграл Кубок страны, победив в решающем матче «Монтескьяво» (Йези) 3:1, а затем впервые стал чемпионом Италии, переиграв в финальной серии «Асистел» из Новары со счётом 3-1. В марте 2003 Перуджа приняла финал четырёх Кубка ЕКВ и команда-хозяйка стала бронзовым призёром розыгрыша, уступив в полуфинале испанскому «Отель Кантуру» 1:3, а в матче за 3-е место победив другую испанскую команду «Каха де Авила» 3:0. Основу «Сирио» в сезоне составляли россиянка О.Поташова, российско-хорватская связующая И.Кириллова, кубинки Т.Агуэро и М.Франсия, Д.Свеневич из Польши, М.Катич из Хорватии и итальянские волейболистки П.Кроче, К.Арканджели и С.Джоли. Тренировал команду Массимо Барболини, работавший в этой должности с 1997 года.
В 2003/2004 «Сирио» в чемпионате Италии неожиданно выбыл уже на четвертьфинальной стадии, уступив команде «Монтескьяво». Знаковым же событием для Перуджи стал дебют её команды в Лиге чемпионов, в котором «Сирио» без потерь дошёл до решающего этапа, который проводился в Испании на Канарских островах. В полуфинале «Сирио» «всухую» переиграл действующего победителя Лиги — французский «Канн», но в финале в упорнейшем пятисетовом противостоянии уступил хозяину финала четырёх — команде «Тенерифе Маричаль». Лучшей связующей розыгрыша была признана Ирина Кириллова из Перуджи, а лучшей на подаче — её одноклубница Таисмари Агуэро.
Сезон 2004/2005 для команды из Перуджи прошёл по схожему сценарию двухлетней давности. «Сирио» играл в финалах и Кубка и чемпионата Италии и в обоих оказался сильнее действующего чемпиона страны — «Фоппапедретти» из Бергамо. Кроме этого, Перуджа вновь, как и два года назад, принимала финал четырёх Кубка ЕКВ и на этот раз не оставила шансов соперникам, с одинаковым счётом 3:0 победив сначала соотечественниц из команды «Монтескьяво» (Йези), а в решающем матче — Балаковскую АЭС из России. По прежнему в строю «Сирио» оставались Свеневич, Арканджели, Джоли, Агуэро, Франсия. Из именитых новичков следует выделит бразильянок Валевску и Фофан.
В 2005/2006 продолжилась череда идентичных сезонов «Сирио», когда с двухлетним интервалом команда показывает во многом схожие результаты. В чемпионате Италии волейболистки Перуджи как и два года назад в четвертьфинале уступили «Монтескьяво». А вот в Лиге чемпионов «Сирио» со второй попытки стал победителем. Показав на предварительном этапе и в плей-офф выдающийся результат — 11 побед в 12 матчах, команда вышла в финал четырёх, где последовательно переиграла сначала турецкий «Вакыфбанк Гюнеш» 3:2, а в финале со счётом 3:1 оказалась сильнее хозяек решающей стадии — волейболисток французского «Канна». Индивидуальными призами были отмечены два игрока «Сирио» — Фофан (лучшая связующая) и Мирка Франсия (лучшая нападающая).
В сезоне 2006/2007 команда из Перуджи вновь вернула несколько пошатнувшиеся позиции во внутреннем волейболе. В чемпионате Италии, несмотря на лишь 5-е место по итогам регулярного первенства, «Деспар-Сирио» дошёл до финала, где уверенно победил в финальной серии «Монтескьяво» (Йези) 3-0. Трёхкратными чемпионками страны стали К.Арканджели, С.Джоли, М.Франсия, двукратными — Валевска, Фофан и Л.Крисанти, впервые — А.Дель Коре, болгарка А.Зетова и две волейболистки из Хорватии — С.Ушич и А.Грбач. Кубок страны также принёс успех Перудже, переигравшей в финале «Скаволини» (Пезаро) 3:1. В связи с неудачей в чемпионате страны годичной давности «Сирио» не смог защитить свой титул в Лиге чемпионов, но в качестве компенсации команда как и два года назад выиграла Кубок ЕКВ, оказавшись в финале на своей площадке сильнее российской «Заречье-Одинцово» 3:0.
В сезон 2007/2008 «Сирио» вступил без своего многолетнего наставника Массимо Барболини, сосредоточившегося на работе в качестве главного тренера сборной Италии, которую возглавил в 2006 году. Его сменщиком в Перудже стал Эммануэле Сбано, до этого работавший ассистентом Барболини. Организационные перемены произошли и в клубе, в котором появился ещё один спонсор — итальянская компания «Колусси Груп», работавшая в пищевой промышленности (в еврокубковых соревнованиях команда теперь стала выступать под названием «Колусси-Сирио»). Изменения произошли и в составе «Сирио». Покинули команду обе бразильянки — Валевска и Фофан, болгарка Зетова, хорватка Ушич. Приобретения были значительно скромнее, но в чемпионате страны «Деспар-Сирио» дошёл до финала, где уступил «Скаволини» (Пезаро) 0-3. А вот в Лиге чемпионов, куда Перуджа вернулась после годичного перерыва, «Колусси-Сирио» вторично в своей истории праздновал успех. Финал четырёх главного европейского клубного соревнования проходил в испанской Мурсии и в полуфинале волейболистки Перуджи в пяти сетах переиграли другую итальянскую команду — «Асистел» из Новары. В финале же, как и год назад в решающем поединке Кубка ЕКВ, встретились «Сирио» и «Заречье-Одинцово» и вновь Перуджа оказалась сильнее — на этот раз 3:1. Самым результативным игроком финала стала Симона Джоли из Перуджи, набравшая 21 очко и признанная MVP Лиги. Её одноклубница Мирка Франсия получила приз лучшей нападающей.
Перед сезоном 2008/2009 из основы прежнего состава команды остались лишь две волейболистки — ветеран клуба Кьяра Арканджели и Лючия Крисанти. Новичками стали итальянки Э.Тогут, В.Анджелони, голландки К.Сталенс и Я.ван Тинен, Ян Хао из Китая, американка К.Виллуби и украинка Е. Душкевич. Новым главным тренером назначен Дж. Капрара, в 2005—2008 возглавлявший женскую сборную России. Практически полностью обновлённая команда в чемпионате страны выступала крайне нестабильно, из 26 матчей регулярного первенства выиграв лишь половину, заняв в итоге лишь 6-е место. Большие надежды возлагались на Лигу чемпионов, финальный этап которой в марте 2009 принимала Перуджа, но в полуфинале «Колусси-Сирио» в упорнейшей схватке уступил своим соотечественницами из команды «Фоппапедретти» (Бергамо) 1:3. Некоторым утешением стали бронзовые награды, выигранные в четырёхсетовом противостоянии с турецким «Эджзачибаши». Сразу три волейболистки Перуджи стали лауреатами различных номинаций финала четырёх — Евгения Душкевич (лучшая блокирующая), Лючия Крисанти (лучшая на подаче) и Ким Виллуби (лучшая на приёме). После окончания розыгрыша из-за разногласий с руководством клуба Капрара был отправлен в отставку. Возвращение Сбано к руководству командой не помогло «Сирио» преодолеть четвертьфинальный барьер плей-офф чемпионата Италии, где в серии до двух побед Перуджа уступила всё тому же «Фоппапедретти» 1-2.
С 2009 года начался закат клуба, связанный со снижением, а затем и прекращением помощи со стороны спонсоров. Финансовые неурядицы привели к значительному спаду результатов, следствием чего явилась тренерская чехарда (за два года сменилось три наставника). Постоянные серьёзные изменения претерпевал и состав команды. В сезоне 2010/2011 «Деспар-Сирио» занял в регулярном чемпионате лишь 10-е место, но через стыковые матчи всё же пробился в плей-офф, где ничего не смог противопоставить «Фоппапедретти».
В 2011 году руководством клуба было объявлено о роспуске команды. В 2012 оставшиеся структуры «Сирио» вместе с клубом «Сан-Систо» создали единый волейбольный клуб «Перуджа» («Pallavolo Perugia»). С сезона 2012/2013 команда клуба выступает в серии В2 чемпионата Италии (4-й по значимости дивизион).

## Арена
Домашние матчи «Сирио» (Перуджа) проводила во дворце спорта «PalaEvangelisti». Вместимость — 5300 зрителей. Дворец был открыт в октябре 1984 года. Используется также для проведения концертов. В настоящее время служит домашней ареной мужской волейбольной команды «Умбрия», выступающей в серии А1 чемпионата Италии.

## Фотогалерея
- Таисмари Агуэро
- Кьяра Арканджели
- Лючия Крисанти
- Антонелла Дель Коре
- Ханка Пахале
- Фофан
- Дорота Свеневич
- Ким Виллуби
- Антонина Зетова